# Grodziszczko (powiat szamotulski)
Grodziszczko – wieś w Polsce położona w województwie wielkopolskim, w powiecie szamotulskim, w gminie Duszniki.

## Historia
Grodziszczko było gniazdem Grodzickich herbu Ogończyk. W 1638 prawo patronatu mieli Chłapowscy. Pod koniec XIX wieku Grodziszczko liczyło 8 domów i 59 mieszkańców, wszyscy wyznania katolickiego. Właścicielem obszaru dworskiego (dominium) Grodziszczko, w skład którego wchodziła również Brzoza był Michał Żeroński. 
W 1905 w miejscowości urodziła się Zofia Sztaudynger – żona poety i fraszkopisarza Jana Sztaudyngera, redaktorka, pracownik wydawnictw, opiekunka spuścizny po mężu.
Grodziszczko należało do powiatu szamotulskiego. W latach 1975–1998 miejscowość należała administracyjnie do województwa poznańskiego.
Do rejestru wojewódzkiego nie zostały (stan na 2014) wpisane żadne budynki w miejscowości.